# Touch the Sky
Touch the Sky er popgruppen ATC's andet og sidste album. Det var ikke nær så populært som det første, og det dårlige salg var grund til ATC's opbrud. Det blev udgivet i 2003 og indeholder deres fire sidste singler.

## Spor
1. "Call on Me"
2. "Star"
3. "I'm In Heaven (When You Kiss Me)"
4. "New York City"
5. "Set Me Free"
6. "No Place Like Home"
7. "Secret World"
8. "Touch the Sky"
9. "Moment in Time"
10. "I'm Gonna Make You Mine"
11. "Maybe"
12. "Baby, Bye, Bye"